# Их хоб дих цу фил либ
«Их хоб дих цу фил либ» (идиш איך האָב דיך צו פֿיל ליב‎ — «Я так тебя люблю») — одна из самых популярных песен о любви, написанных на идише.

## История создания
Музыкальное произведение «Их хоб дих цу фил либ» было написано композитором Александром Ольшанецким и поэтом Хаимом Таубером для музыкальной комедии «Шарманщик». Премьера спектакля состоялась во время театрального сезона 1933—1934 годов в Театре Дувида Кесслера на Второй авеню. Театральная труппа испытывала финансовые трудности и продюсеры пытались сделать ставку на увеселительную постановку — по словам одного критика, «вернуться к старой доброй шумихе» — которая бы позволила избежать финансового риска в случае постановки более серьёзной драмы на идише.
«Шарманщик» открылся звёздным составом, в который вошли Джулиус Натансон, Анни Томашевски (сестра Бориса Томашевского) и Люба Кадисон, которая исполнила эту песню в спектакле. Кадисон была известна своей игрой в серьёзных классических постановках на идише, и это было её первое участие в музыкальном представлении.

## Сюжет спектакля
Сюжет спектакля разворачивается вокруг Циреле, дочери вдовы и трактирщицы из небольшого польского городка, и Абраши, шарманщика-цыгана, уличного нищего и карманника, чья таинственность, тем не менее, привлекает многих женщин. Его родителей — тоже шарманщиков из цыганского лагеря — горожане воспринимают как «воров из низшего общества». Циреле и Абраша искренне влюблены и намерены пожениться, несмотря на решительные возражения семьи Циреле и раввина Макаровера. Её мать, Ривке, выбрала для дочери другую партию — Пиню. Ривке обращается к Маше, гадалке-цыганке, чтобы предсказать будущее Циреле. Так случилось, что Маша очень любит Абрашу, с которым, видимо, когда-то состояла в каких-то романтических отношениях. Маша гадает на свою собственную судьбу и, узнав, что Абраша собирается жениться на Циреле, изливает свое сердце в этой жалостной песне — Их хоб дих цу фил либ. В песне Маша выражает своё горе, одновременно бескорыстно желая Абраше счастья: «Я слишком сильно люблю тебя, чтобы сердиться на тебя». Со слезами на глазах она обещает Абраше своё благословение, а не стереотипное цыганское проклятие.
Люба Кадисон, которая долгие годы ассоциировалась с этой песней, позже заявила, что она вдохновила авторов этой песни придать ей нынешнюю форму и роль в пьесе. Она назвала песню «мелодией сердец и цветов» и возражала, что песня не раскрывает характер Маши и не способствует развитию сюжета. По словам Кадисон, именно она настояла на том, чтобы песня была переписана так, чтобы она возникала естественным образом во время гадания на картах. И она утверждала, что именно она предложила, чтобы в песне звучали сердечная боль и выражение болезненного принятия судьбы.
В то время, как Циреле и Абраша собираются пойти к свадебной хупе (балдахину) без согласия её матери, прибывают посланцы из другого города, чтобы раскрыть, что шарманщики не настоящие родители Абраши, и что Абраша не цыган, а еврей, которого похитили в младенчестве и воспитывали как собственного сына в цыганском лагере. Выяснилось, что Абраша имеет богатую еврейскую родословную, он — внук раввина Макаровера, чья собственная покойная дочь — мать Абраши — вышла замуж за врача против его воли и навлекла на себя его осуждение.
Абраша подчиняется требованию раввина и возвращается в семью. В конечном итоге Ривке уступает, как и ребе Макаровер, вовремя появившийся на свадьбе без приглашения, на этот раз для того, чтобы благословить, а не проклясть союз, против которого он выступал, и даже признать его божественное начало.

## Критика и признание
Музыка спектакля была встречена критиками с энтузиазмом, а пьеса была разгромлена из-за недостатков в сюжете и неправдоподобности. Музыку называли «классикой, которая подошла бы к лучшей венской оперетте, и жемчужиной еврейской сцены». Их хоб дих цу фил либ хвалили за свежесть формы и новизну, а исполнение Любы Кадисон получило похвалы за «вкус и сдержанность, явно отсутствующие в других постановках Театра на Второй авеню». В течение следующих нескольких лет песня приобрела огромную популярность в среде еврейских артистов и полностью оторвалась от своего первоначального театрального контекста.

## Версии на других языках
В 1940 году Боб Зурк и его Delta Rhythm Band записали английскую версию I Love You Much Too Much и добились признания в нееврейском мире. Песня была записана многочисленными исполнителями в различных стилях, включая Джина Крупа, Эллу Фицджеральд, Сестёр Берри, Дина Мартина, Карлоса Сантану, Хор Турецкого, Тамару Гвердцители.
Песня прозвучала в сериале «Жизнь и приключения Мишки Япончика».

## Источник
- Ikh hob dikh tsufil lib. // Milken Archive of Jewish Music. The American Experience (англ.).